# Åke Brolin
Åke Bertil Brolin, född 8 juli 1941 i Enköping, död 2 november 1994 i Skanör, var en svensk nyhets-, sport- och nöjesjournalist på Sveriges Television under främst 1970- och 1980-talen. 
Åke Brolin studerade på journalisthögskolan i Stockholm och arbetade som nyhetsreporter på Enköpingsposten innan han hamnade på Sveriges Television och Hylands hörna. I samband med flytten till Sveriges Television i Malmö började han fokusera alltmer på sport. Som SVT:s simankare kommenterade han en rad OS inklusive Gunnar Larssons OS-guld i München 1972. Åke Brolin gjorde också en svensk pionjärinsats som golfreporter. Efter att bland annat ha producerat TV:s första golfmästarmöten vann han pris från Svenska Golfförbundet med motiveringen att han bidragit till att göra golf till en folksport. Brolin var därutöver programledare för flera nöjesprogram, tillsammans med Lou Rossling bland annat för det populära frågeprogrammet TV-krysset. Produktionstekniskt samarbetade Brolin tätt med Lennart Jelbe. Brolin lämnade SVT 1989 och startade eget företag, där han producerade filmer om golf.
Åke Brolin var farbror till sportjournalisten Anna Brolin. Han är begraven på Skanörs gamla kyrkogård.